# バングラデシュのスポーツ
バングラデシュのスポーツでは、バングラデシュ人民共和国におけるスポーツ事情について記述する。

## 特徴
バングラデシュにおけるスポーツは人気のある娯楽であり、バングラデシュの文化の欠かすことのできない部分でもある。中でも、クリケットが最も人気のスポーツである。カバディはバングラデシュの国技である。バングラデシュはクリケットの上位7か国の1つであり、1999年から毎回ワールドカップの出場権を獲得している。議論の余地はあるかもしれないが、2015年大会には強豪3か国を破って準々決勝に進出しのがこれまでの最高成績である。2015年、代表チームはパキスタンに圧勝し、シリーズを3対0で決着を付け、別の大きな戦績としてインドとのシリーズを2対1で制し、同年にODIシリーズにおいて南アフリカを2対1で破った。
陸上競技、水泳、カバディ（ハドゥドゥ）、ボリ・ケラ、ラティ・ケラのような伝統的スポーツは主に農村部で行われるのに対して、クリケット、サッカー、ホッケー、バレーボール、ハンドボール、ゴルフ、バドミントンなどのような外国由来のスポーツは都市部の人々によって主に行われる。全国スポーツ協議会（National Sports Council、NSC）がバングラデシュの全てのスポーツ連盟と評議会を統括する団体であり、青少年・スポーツ省に対して責任を負う。NSCには42のスポーツ連盟が加盟している。「バングラデシュ・ゲームズ」が、国内全ての地域のアスリートとスポーツチームが参加する国内最大の総合スポーツ大会である。

## 人気のスポーツ

### カバディ

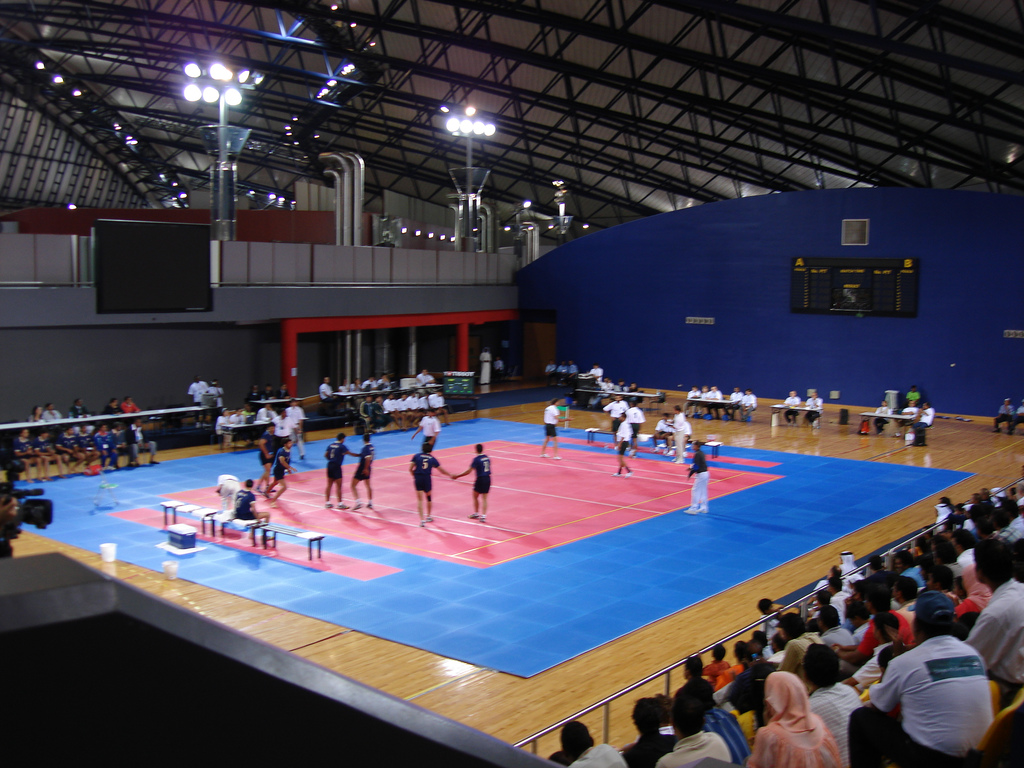
2006年アジア競技大会でのカバディの試合。

バングラデシュでは、古代にまで遡るハドゥドゥ（Ha-du-du、Ha-do-do）と呼ばれるカバディの変種がある。ハドゥドゥには確定されたルールはなく、様々な地域において様々なルールでプレーされている。カバディはバングラデシュの国技であり、1972年に公的地位を与えられた。バングラデシュ・アマチュア・カバディ連盟は1973年に結成された。カバディはバングラデシュ全土でプレーされる。バングラデシュはアジア競技大会のカバディ競技に毎回参加してきた。しかしながら、近年その他のスポーツの人気の高まりによってカバディの人気は低下してきた。バングラデシュはかつては世界の強豪国の1つと見なされていたが、現在は資金難やその他の理由により弱体化している。

### クリケット
クリケットはバングラデシュで最も人気のあるスポーツである。その人気は1997年にICCトロフィーで代表チームが優勝し、1999 クリケット・ワールドカップに初出場を決めた後に高まった。2000年、バングラデシュは国際クリケット評議会の正会員となり、テスト・クリケットに参加できるようになった。バングラデシュは多くの国際ワン・デイ・マッチ、テストマッチ、トゥエンティ20インターナショナルを定期的に主催している。2011年、バングラデシュは、2011 クリケット・ワールドカップをインドおよびスリランカと共催した。バングラデシュは2014 ICCワールド・トゥエンティ20の主催国にも選出された。バングラデシュクリケット委員会が国内のクリケットの発展を管理する最高位の統括団体である。
2015年、ICCクリケット・ワールドカップにおいて、バングラデシュはイングランドを破り、二度目の準々決勝進出を果たした。しかしながら、準々決勝ではインドに敗れた。バングラデシュはイングランドおよびウェールズで開催された2017年のICCチャンピオンズ・トロフィーの準決勝にも進出したが、インドに再び敗戦した。バングラデシュ女子代表チームは2018年のアジアカップ決勝でインドを破り、6連覇中だったインドを除いてトロフィーを掲げた唯一のチームとなった。2002年2月9日、バングラデシュ19歳以下クリケット代表チームは南アフリカで開催された2020 U-19クリケット・ワールドカップにおいてインドとの手に汗握る決勝戦を制し、優勝した。これが全てのレベルのICCの大会におけるバングラデシュの初めての優勝であった。

### サッカー
バングラデシュではサッカーはクリケットに次いで人気のスポーツであり、クリケットよりも5年早い2007年に、国内サッカーリーグの「バングラデシュ・プレミアリーグ」が創設されている。バングラデシュサッカー連盟（BFF）によって構成されるサッカーバングラデシュ代表は、これまでFIFAワールドカップには未出場となっている。しかしAFCアジアカップには、1980年大会で初出場を果たしている。なお南アジアサッカー選手権では、自国開催となった2003年大会で初優勝に輝いている。

### ホッケー
ホッケーはバングラデシュで最も人気のあるスポーツの1つである。人気の面ではクリケットとサッカーに続く。しかしながら、責任のある当局者の欠如と不正な行政によってこのスポーツも同様に衰退してきた。にもかかわらず、バングラデシュはホッケー・アジアカップに定期的に参加しており、1985年大会を主催した。バングラデシュホッケー連盟は毎年いくつかの国内競技会を組織しており、最も特筆すべきはプレミアディビジョン・ホッケーリーグである。

### チェス
チェスはバングラデシュで人気のある屋内競技であり、バングラデシュは多くの才能豊かなチェスプレーヤーを生み出してきた。バングラデシュのチェスプレーヤーであるニアズ・ムルシェドは1987年に東南アジア出身の初のグランドマスターである。バングラデシュチェス連盟は1979年にFIDEの会員となった。毎年、全国および国際レベルの15から20の大会が開催されている。バングラデシュチェス選手権が毎年開催される個人の全国大会である。

## その他の球技

### ゴルフ
ゴルフは近年バングラデシュで人気が高まってきた。シディクール・ラーマンが2010年のブルネイオープンにおいてアジアンツアーで優勝した初のバングラデシュ人ゴルファーになるまでは、国内での人気はそれほどでもなかった。その後、ゴルフはバングラデシュのメディアで報道されるようになり、十分な財政基盤を確保するためのスポンサーも獲得にも成功した。

### ハンドボール
バングラデシュハンドボール連盟はバングラデシュにおいてハンドボールを開拓させ、1986年以来国際ハンドボール連盟の下院である。男子代表チームと女子代表チームの両方が特に南アジア競技大会といった様々な国際大会で国を代表している。加えて、バングラデシュハンドボール連盟は、教育省と補助を受け、国中の男子学生と女子学生のための学校対抗選手権を毎年開催している。

### バレーボール
バレーボールはバングラデシュで非常に人気があり、国中でプレーされているが、国際レベルではまだ優れた成績を収めるのに苦闘している。バングラデシュバレーボール連盟は1972年に結成され、1976年に国際バレーボール連盟とアジアバレーボール連盟に加盟した。ここまで、バングラデシュはアジア競技大会の2度、アジアユースバレーボール選手権に2度、バレーボールアジア選手権に3度参加した。バレーボールバングラデシュ代表は2009年1月28–30日にパキスタンで開催された国際バレーボール選手権で準優勝を達成した。毎年、学校対抗戦と全国選手権が開催されている。

### バスケットボール
バスケットボールはバングラデシュの主に都市部で人気のスポーツである。バングラデシュバスケットボール連盟は1978年以降国際バスケットボール連盟（FIBA）に加盟している。バングラデシュは夏季オリンピックのバスケットボール競技やFIBAバスケットボール・ワールドカップの出場権を得たことはない。FIBA男子アジアカップにおける代表チームの最高成績は1979年大会の13位である。その他の特筆すべき戦績は2010 南アジア競技大会における銅メダル獲得である。

### ラグビー
バングラデシュにおいてラグビーはマイナースポーツであるが、急速に成長している。しかしながら、バングラデシュにおけるラグビーの歴史は、ヨーロッパ人がラグビーをプレーしていたイギリス統治時代の19世紀に遡る。大英帝国の衰退後、ラグビーはバングラデシュでほとんどあるいは全く存在感がなかった。しかしながら、2007年、長い休眠の後、数名の日本人指導者がユースプログラムを開始した。様々な学校が12歳以下の若者をトレーニングキャンプに派遣した。バングラデシュラグビー境界は学校対抗競技会を開始するためにこれらの子供たちのトレーニングを行ってきた。バングラデシュラグビー協会はバングラデシュラグビー連盟連合（Bangladesh Rugby Federation Union）となった。現在、バングラデシュラグビー連盟連合はバングラデシュオリンピック協会、全国スポーツ協議会、およびアジアラグビーの会員である。
バングラデシュラグビーはは現在の事務総長Mousum Aliの下で特に成長してきた。

## ラケットスポーツ

### スカッシュ
バングラデシュにおけるスカッシュの未来は明るい。近年、多くの大会が開催されており、多くの有望な選手が誕生している。バングラデシュ政府によって取られた近年の措置とバングラデシュスカッシュラケット連盟の職人による努力によって、バングラデシュにおけるスカッシュの人気の成長がもたらされた。政府は連盟の本部施設を建設する土地を提供することを提案してきた。グラミンオープンスカッシュトーナメントがバングラデシュにおける主要な大会である。有望なスカッシュ選手にはSwapan Parvez、Raju Ram、Iman、Tamim、Habbarter Ribhuなどがいる。

### テニス
テニスはバングラデシュの都市部で主にプレーされている。全米オープンやウィンブルドンのようなグランドスラム大会は都市部の人々の間で非常に人気があるが、これまでのところバングラデシュ出身のプロ選手がほとんどいないため、グランドスラムに自国の選手が出場したことはない。2008年以降、バングラデシュテニス連盟はバングラデシュにおいてテニスを振興、発展させるために毎年国際ジュニアテニス大会を開催している。
デビスカップバングラデシュ代表は1986年にデビスカップに初出場した。バングラデシュは3年後の1989年にシンガポールで開催されたアジア/オセアニアゾーングループIIで準決勝進出に成功した。

### 卓球
卓球は1950年代以降バングラデシュでプレーされている。学校や大学では非常に人気があるものの、教育機関外での大会は稀である。バングラデシュ卓球連盟（BTTF）は1972年に設立された。同年、連盟はアジア卓球連合および世界卓球連盟の会員となった。多くの全国および国際競技大会がBTTFによって開催されている。
バングラデシュは様々な国際卓球大会に出場し、いくつかの成功を収めた。1997年、バングラデシュの男児チームがSAARCおよびASEAN地域の12か国間の初のジュニア大会で3位に入った。バングラデシュは南アジア競技大会においてもいくつかのメダルを獲得した。バングラデシュは1991年にアジアカップを成功裏に主催した。バングラデシュ人卓球選手ゾベラ・ラーマン・リヌは全国卓球競技会の個人の部で16度優勝している。

## 個人スポーツ

### サイクリング
バングラデシ・サイクリスツは（2013年現在）国内最大のサイクリング団体である。

### 水泳
バングラデシュは川沿いの国であり、250を超える川が国土を流れている。この理由で、水泳は常にバングラデシュ人の生活の一部である。バングラデシュの伝説的なスイマーであるブロジェン・ダスはイギリス海峡を泳いで渡った初めてのアジア人であり、4度渡った初めての人物である。ダスはイギリス人とオーストラリア人以外で海峡横断を成し遂げて海峡の王の称号を得た唯一の人物でもある。

### 陸上競技
バングラデシュはオリンピック、アジア競技大会、その他の多国間競技会の陸上競技に参加してきたが、成績を芳しくない。バングラデシュのアスリートは南アジア競技大会で数個のメダルを獲得してきた。バングラデシュ陸上競技連盟が全国統括団体である。

### 射撃
射撃はバングラデシュにおいて将来性のあるスポーツである。コモンウェルスゲームズでバングラデシュが獲得した2つの金メダルは射撃によりもたらされた。バングラデシュは南アジア競技大会でも多くの金メダルを獲得してきた。バングラデシュにおける射撃は、アシフ・ホサイン・カーンが2002年のコモンウェルスゲームズにおいて10メートルエアライフルの金メダルを獲得した時に注目を浴びた。バングラデシュ射撃スポーツ連盟（BSSF）が統括団体である。

### アーチェリー
アーチェリーはバングラデシュにおいて新しいが有望なスポーツである。アーチェリーは2000年にバングラデシュに導入され、2001年にバングラデシュアーチェリー連盟が設立、2003年に世界アーチェリー連盟に加盟した。エムダドゥル・ハク・ミロンはいくつかの多国間アーチェリー競技会で複数の金メダルと銀メダルを獲得した。

## 格闘技

### ボクシング
ボクシングはバングラデシュであまり人気がない。バングラデシュアマチュアボクシング連盟がバングラデシュにおけるボクシングを統括している。バングラデシュのほとんどのボクサーはラジシャヒ県とジョソール県の出身である。国際レベルでのバングラデシュ人ボクサーの成績は非常に劣ったものだったものの、南アジア競技大会では複数の金メダルを獲得している。

### ブサーン
ブサーンはバングラデシュの格闘技であり、青少年・スポーツ省の下で全国スポーツ協議会（NSC）によって商人された格闘スポーツである。ブサーンは肉体と精神の均衡を得ることを目的とした人格修養の体系でもある。その主な3つの柱はスポーツ、護身、および幸福である。ブサーンは師範マク・ユリーによって創設された。

### 空手
バングラデシュは様々な多国間競技会の空手競技に参加しており、南アジア競技大会では複数の金メダルを獲得している。バングラデシュ空手連盟が空手の振興のため毎年いくつかの空手選手権を開催している。Bangladesh Karate Dogaバングラデシュの空手トレーニング組織の中で最も有名である。

### テコンドー
バングラデシュテコンドー連盟は1996年に設立され、ワールドテコンドーに加盟している。テコンドーバングラデシュ代表チームは2009年8月18日から22日にソウルで開催されたオープンインターナショナルテコンドー選手権2009で2つの金メダルを獲得した。バングラデシュは南アジア競技大会においても複数の金メダルを獲得している。

## 全国競技会

### サッカー
- バングラデシュ・プレミアリーグ（1部）
- バングラデシュ・チャンピオンシップ・リーグ（英語版）（2部）
- ダッカ・リーグ（英語版）（3部）
- バングラデシュ連盟杯（英語版）
- バングラデシュ・スーパーカップ（英語版）

### クリケット
- ナショナルクリケットリーグ（英語版）
- ナショナルクリケットリーグ・ワン・デイ（英語版）
- バングラデシュ・プレミアリーグ (クリケット)